# Asyndetus cornutus
Asyndetus cornutus är en tvåvingeart som beskrevs av Van Duzee 1916. Asyndetus cornutus ingår i släktet Asyndetus och familjen styltflugor.
Artens utbredningsområde är Kalifornien. Inga underarter finns listade i Catalogue of Life.